# Coupe CECAFA des vainqueurs de coupe 2014
La Coupe CECAFA des vainqueurs de coupe 2014 est la première — et la seule — édition de la Coupe CECAFA des vainqueurs de coupe, une compétition organisée par la CECAFA (Conseil des Associations de Football d'Afrique de l'Est et Centrale) et qui regroupe les clubs d'Afrique de l'Est vainqueurs de leur Coupe nationale ou ayant brillé en championnat. 
Cette édition regroupe onze formations réparties en trois poules. Les trois premiers des groupes A et B ainsi que les deux premiers du groupe C se qualifient pour la phase finale, jouée en matchs aller-retour à élimination directe.
C'est le club ougandais du SC Victoria University qui remporte le trophée, après avoir battu en finale les Kenyans d'AFC Leopards. C'est le premier titre international de l'histoire du club, qui est donc le premier — et le seul — à inscrire son nom au palmarès de l'épreuve.

## Équipes participantes
- Académie Tchité FC - Vainqueur de la Coupe du Burundi 2012-2013
- Defence Force SC - Vainqueur de la Coupe d'Éthiopie 2012-2013
- Malakia FC - Vainqueur de la Coupe du Soudan du Sud 2013
- SC Victoria University - Vainqueur de la Coupe d'Ouganda 2013
- AFC Leopards - Vainqueur de la Coupe du Kenya 2013
- Al Merreikh Omdurman - Vainqueur de la Coupe du Soudan 2013
- Al Ahly Shendi - Invité par la fédération soudanaise
- Etincelles FC - Critères de qualification inconnus
- Mbeya City FC - 3e du championnat de Tanzanie 2013-2014
- Dhikil Football Club - Vice-champion de Djibouti 2012-2013
- Polisi FC - Vice-champion de Zanzibar 2014

## Compétition

### Premier tour
Groupe A :
| Rang | Équipe                 | Pts | J | G | N | P | Bp | Bc | Diff |  | Résultats (▼ dom., ► ext.) |  |     |     |     |
| ---- | ---------------------- | --- | - | - | - | - | -- | -- | ---- |  | -------------------------- |  | --- | --- | --- |
| 1    | Al Merreikh Omdurman   | 7   | 3 | 2 | 1 | 0 | 7  | 2  | +5   |  | Al Merreikh Omdurman       |  | 0-0 | 4-2 | 3-0 |
| 2    | SC Victoria University | 7   | 3 | 2 | 1 | 0 | 4  | 0  | +4   |  | SC Victoria University     |  |     | 1-0 | 3-0 |
| 3    | Malakia FC             | 3   | 3 | 1 | 0 | 2 | 5  | 5  | 0    |  | Malakia FC                 |  |     |     | 3-0 |
| 4    | Polisi FC              | 0   | 3 | 0 | 0 | 3 | 0  | 9  | -9   |  | Polisi FC                  |  |     |     |     |

Groupe B :
| Rang | Équipe             | Pts | J | G | N | P | Bp | Bc | Diff |  | Résultats (▼ dom., ► ext.) |  |     |     |     |
| ---- | ------------------ | --- | - | - | - | - | -- | -- | ---- |  | -------------------------- |  | --- | --- | --- |
| 1    | AFC Leopards       | 9   | 3 | 3 | 0 | 0 | 5  | 1  | +4   |  | AFC Leopards               |  | 2-1 | 1-0 | 2-0 |
| 2    | Mbeya City FC      | 4   | 3 | 1 | 1 | 1 | 4  | 4  | 0    |  | Mbeya City FC              |  |     | 3-2 | 0-0 |
| 3    | Académie Tchité FC | 3   | 3 | 1 | 0 | 2 | 3  | 4  | -1   |  | Académie Tchité FC         |  |     |     | 1-0 |
| 4    | Etincelles FC      | 1   | 3 | 0 | 1 | 2 | 0  | 3  | -3   |  | Etincelles FC              |  |     |     |     |

Groupe C :
| Rang | Équipe               | Pts | J | G | N | P | Bp | Bc | Diff |  | Résultats (▼ dom., ► ext.) |  |     |     |
| ---- | -------------------- | --- | - | - | - | - | -- | -- | ---- |  | -------------------------- |  | --- | --- |
| 1    | Al Ahly Shendi       | 6   | 2 | 2 | 0 | 0 | 4  | 1  | +3   |  | Al Ahly Shendi             |  | 2-0 | 2-1 |
| 2    | Defence Force SC     | 3   | 2 | 1 | 0 | 1 | 2  | 3  | -1   |  | Defence Force SC           |  |     | 2-1 |
| 3    | Dikhil Football Club | 0   | 2 | 0 | 0 | 2 | 2  | 4  | -2   |  | Dikhil Football Club       |  |     |     |

### Phase finale
|  | Quarts de finale       | Quarts de finale       | Quarts de finale       | Quarts de finale       |                 |                 | Demi-finales | Demi-finales | Demi-finales                  | Demi-finales                  |                               |                               | Finale | Finale | Finale | Finale |
|  |                        |                        |                        |                        |                 |                 |              |              |                               |                               |                               |                               |        |        |        |        |
|  |                        |                        |                        |                        |                 |                 |              |              |                               |                               |                               |                               |        |        |        |        |
|  |                        |                        |                        |                        |                 |                 |              |              |                               |                               |                               |                               |        |        |        |        |
|  | AFC Leopards           | AFC Leopards           | 3                      | 3                      |                 |                 |              |              |                               |                               |                               |                               |        |        |        |        |
|  | AFC Leopards           | AFC Leopards           | 3                      | 3                      |                 |                 |              |              |                               |                               |                               |                               |        |        |        |        |
|  | Defence Force SC       | Defence Force SC       | 2                      | 2                      |                 |                 |              |              |                               |                               |                               |                               |        |        |        |        |
|  | Defence Force SC       | Defence Force SC       | 2                      | 2                      | AFC Leopards    | AFC Leopards    | 2            | 2            |                               |                               |                               |                               |        |        |        |        |
|  |                        |                        |                        |                        | AFC Leopards    | AFC Leopards    | 2            | 2            |                               |                               |                               |                               |        |        |        |        |
|  |                        |                        | Académie Tchité FC     | Académie Tchité FC     | 1               | 1               |              |              |                               |                               |                               |                               |        |        |        |        |
|  | Al Merreikh Omdurman   | Al Merreikh Omdurman   | Académie Tchité FC     | Académie Tchité FC     | 1               | 1               | 1 (2)        | 1 (2)        |                               |                               |                               |                               |        |        |        |        |
|  | Al Merreikh Omdurman   | Al Merreikh Omdurman   |                        |                        |                 |                 |              | 1 (2)        |                               |                               |                               |                               |        |        |        |        |
|  | Académie Tchité FC tab | Académie Tchité FC tab | 1 (3)                  | 1 (3)                  |                 |                 |              |              |                               |                               |                               |                               |        |        |        |        |
|  | Académie Tchité FC tab | Académie Tchité FC tab | 1 (3)                  | 1 (3)                  | AFC Leopards    | AFC Leopards    | 1            | 1            |                               |                               |                               |                               |        |        |        |        |
|  |                        |                        |                        |                        | AFC Leopards    | AFC Leopards    | 1            | 1            |                               |                               |                               |                               |        |        |        |        |
|  |                        |                        | SC Victoria University | SC Victoria University | 2               | 2               |              |              |                               |                               |                               |                               |        |        |        |        |
|  | Al Ahly Shendi         | Al Ahly Shendi         | SC Victoria University | SC Victoria University | 2               | 2               | 3            | 3            |                               |                               |                               |                               |        |        |        |        |
|  | Al Ahly Shendi         | Al Ahly Shendi         |                        |                        |                 |                 |              |              |                               |                               |                               |                               |        |        |        |        |
|  | Malakia FC             | Malakia FC             | 0                      | 0                      |                 |                 |              |              |                               |                               |                               |                               |        |        |        |        |
|  | Malakia FC             | Malakia FC             | 0                      | 0                      | Al Ahly Shendi  | Al Ahly Shendi  | 0            | 0            | Match pour la troisième place | Match pour la troisième place | Match pour la troisième place | Match pour la troisième place |        |        |        |        |
|  |                        |                        |                        |                        | Al Ahly Shendi  | Al Ahly Shendi  | 0            | 0            | Match pour la troisième place | Match pour la troisième place | Match pour la troisième place | Match pour la troisième place |        |        |        |        |
|  |                        |                        | SC Victoria University | SC Victoria University | 1               | 1               |              |              |                               |                               |                               |                               |        |        |        |        |
|  | SC Victoria University | SC Victoria University | SC Victoria University | SC Victoria University | 1               | 1               | 1            | 1            |                               |                               |                               |                               |        |        |        |        |
|  | SC Victoria University | SC Victoria University |                        |                        |                 |                 |              | 1            |                               |                               | Al Ahly Shendi                | Al Ahly Shendi                | 4      | 4      |        |        |
|  | Mbeya City FC          | Mbeya City FC          | 0                      | 0                      |                 |                 |              |              |                               |                               | Al Ahly Shendi                | Al Ahly Shendi                | 4      | 4      |        |        |
|  | Mbeya City FC          | Mbeya City FC          | 0                      | 0                      | Académie Tchité | Académie Tchité | 1            | 1            |                               |                               |                               |                               |        |        |        |        |
|  |                        |                        |                        |                        |                 |                 |              |              |                               |                               |                               |                               |        |        |        |        |

### Finale
| 4 juin 2014 | SC Victoria University                    | 2 - 1 | AFC Leopards    | Khartoum |  |
|             | Odongo Mathew 29e · Mutyaba Muzamir 90+2e |       | Ikene Austin 4e |          |  |